# Morten Skov Christiansen
Morten Skov Christiansen (født 30. juli 1982) er en dansk fagforeningsleder der siden 2023 har været formand for Fagbevægelsens Hovedorganisation (FH). Han er uddannet elektronikmekaniker og har erfaring fra en række forskellige stillinger inden for fagbevægelsen i Danmark. Han var fra 1. november 2022 næstformand og stedfortrædende formand i FH. Den 30. april 2023 blev han midlertidig formand for organisationen efter afgang af den tidligere formand, Lizette Risgaard. 7. september samme år blev han på en ekstraordinær kongres officielt valgt som FH's nye formand.

## Karriere
Morten Skov Christiansen begyndte sin karriere som elektronikmekanikerlærling og arbejdede blandt andet hos virksomheder som ICL, Anovo og Strax i perioden fra 2003 til 2006. Senere arbejdede han som elektronikmekaniker hos Dansk Data Display i 2007.
Efterfølgende skiftede Christiansen sin karriere til fagforeningsarbejde og ungdomskonsulentrollen. Han arbejdede som ungdomskonsulent hos Dansk Metal fra 2007 til 2010 og som ungdomskonsulent hos LO-Danmark fra 2010 til 2012. Senere fik han stillingen som faglig sekretær hos Metal Hovedstaden fra 2012 til 2014.
I 2014 blev han valgt som LO formand for LO-hovedstaden. I 2015 blev han næstformand for LO og i 2019 hvor LO og FTF fusioneret og blev til Fagbevægelsens Hovedorganisation (FH), forsatte han som næstformand i FH. Den 30. april 2023 blev han midlertidig formand for FH og d. 7. september blev han officielt valgt som formand for FH.
- 1999 – 2003: Frederiksberg Tekniske Skole
  - Elektronikmekaniker lærling ICL
  - Elektronikmekaniker lærling Anovo
- 2003 – 2006: Elektronikmekaniker Strax
- 2007 – 2007: Elektronikmekaniker Dansk Data Display
- 2007 – 2010: Ungdomskonsulent Dansk Metal forbundet
- 2010 – 2012: Ungdomskonsulent LO-Danmark
- 2012 – 2014: Faglig sekretær Metal Hovedstaden
- 2014 – 2015: Formand LO Hovedstaden
- 2015 – 2019: Næstformand LO
- 2019 – 2023: Næstformand FH
- 2023 – Nu: Formand for FH

## Arbejdsmiljø og aktivisme
Morten Skov Christiansen har på de forskellige poster, han har besiddet, vist en stærk interesse for arbejdsmiljøforbedringer, arbejdsmiljølovgivning og tilsynsaktiviteter gennem Arbejdstilsynet.

## Privatliv
Morten Skov Christiansen er gift med fhv. medlem af Folketinget Stine Brix og er far til to børn.